# Droga wojewódzka 378
Die Droga wojewódzka 378 (DW 378) ist eine 23 Kilometer lange Droga wojewódzka (Woiwodschaftsstraße) in der polnischen Woiwodschaft Niederschlesien und der Woiwodschaft Opole, die die Droga krajowa 39 in Biedrzychów mit der Droga wojewódzka 385 in Grodków verbindet. Die Strecke liegt im Powiat Strzeliński und im Powiat Brzeski.

## Streckenverlauf
Woiwodschaft Niederschlesien, Powiat Strzeliński
-  Biedrzychów (Friedersdorf) (DK 39)
- Muchowiec (Mückendorf)
- Karszówek
- Łojowice (Louisdorf)
- Wawrzyszów (Lorenzberg)

Woiwodschaft Opole, Powiat Brzeski
- Zielonkowice (Grünheide)
- Gnojna (Olbendorf)
- Lubcz (Leuppusch)
-  Grodków (Grottkau) (DW 385, DW 401)